# Kristina Pluchet
Pour les articles homonymes, voir Pluchet.
Kristina Pluchet, née le 1er mai 1973 à Amiens, est une femme politique française. Elle est membre des Républicains.

## Biographie
Agricultrice de profession, elle est la nièce par alliance d'Alain Pluchet.
En mai 2020, elle est élue maire de Saussay-la-Campagne après avoir fait partie du conseil pendant le précédent mandat. Elle est élue vice-présidente à la communauté de communes du Vexin Normand en juillet 2020. Elle est élue sénatrice de l'Eure lors du renouvellement de septembre 2020 sur la liste UDI-LR, Unis pour nos communes et la ruralité, menée par Hervé Maurey. 
Parmi ses autres fonctions locales, Kristina Pluchet est nommée commissaire de la commission nationale du débat public (CNDP) le 1er février 2021,.
Elle préside depuis 2021 le groupe d'amitié France-Finlande du Sénat.